# Hunter Killer
Hunter Killer (prt: Hunter Killer; bra: Fúria em Alto Mar) é um filme de ação e suspense americano de 2018 dirigido por Donovan Marsh, escrito por Arne Schmidt e Jamie Moss e baseado no romance Firing Point de 2012, de Don Keith e George Wallace. O filme é estrelado por Gerard Butler e Gary Oldman, com Michael Nyqvist (em um de seus últimos papéis no cinema), Common, Linda Cardellini e Toby Stephens em papéis coadjuvantes, e acompanha uma tripulação de submarino e um grupo de SEALs da Marinha dos Estados Unidos que resgatam o presidente russo capturado de um golpe.
Hunter Killer foi lançado nos Estados Unidos em 26 de outubro de 2018, pela Summit Premiere . O filme fracassou nas bilheterias e recebeu críticas mistas dos críticos, que o consideraram "um filme de ação pouco exigente e convencional".

## Elenco
- Gerard Butler como comandante Joe Glass, USS Arkansas
- Gary Oldman como almirante Charles Donnegan
- Common como contra-almirante John Fisk
- Michael Nyqvist como Sergey Andropov, comandante do submarino Konek
- Hristo Mitzkov como operador de sonar do Volkov
- Stefan Ivanov como comandante do Volkov
- Linda Cardellini como Jayne Norquist, Conselho de Segurança Nacional dos Estados Unidos
- David Gyasi como Oficial Wallach, Chefe do Barco (COB), USS Arkansas
- Shane Taylor como oficial Turner, USS Arkansas
- Gabriel Chavarria como Jimenez, timoneiro do mini-submarino, USS Arkansas
- Ryan McPartlin como Matt Johnstone, SEAL da Marinha dos Estados Unidos
- Carter MacIntyre como Oficial executivo Brian Edwards, USS Arkansas
- Zane Holtz como Paul Martinelli, SEAL da Marinha dos Estados Unidos
- Taylor John Smith como Belford, operador de sonar do USS Arkansas
- Michael Trucco SEAL da Marinha dos Estados Unidos
- Michael Gor como almirante Dmitriy Durov, Ministério da Defesa da Federação Russa
- Alexander Diachenko como Presidente Zakarin
- Igor Jijikine como Tretiak, Spetsnaz
- Yuri Kolokolnikov como Oleg, Segurança presidencial da Rússia.
- Ilia Volok como comandante Vlade Sutrev, comandante do cruzador Yevchenko
- Caroline Goodall como Presidente Dover
- Toby Stephens como Bill Beaman, SEAL da Marinha dos Estados Unidos
- Christopher Goh como Oficial navegador Park, USS Arkansas

## Produção
A Relativity Media comprou o roteiro especulativo, escrito por Arne Schmidt e adaptado do romance Firing Point, em 2008. Pierre Morel estava em negociações para dirigir. Em fevereiro de 2011, a Variety informou que Phillip Noyce foi contratado para dirigir o filme. John Kolvenbach e Jamie Moss reescreveram o roteiro; as reescritas deste último foram o que interessou Noyce em dirigir. A produção estava programada para começar no final do ano, antes de Noyce deixar o projeto, citando semelhanças entre outros filmes que ele dirigiu anteriormente, e passar para filmes como Above Suspicion. Antoine Fuqua foi posteriormente contratado para substituí-lo, e a data de lançamento foi marcada para 21 de dezembro de 2012. Gerard Butler foi escalado como Joe Glass e Sam Worthington foi considerado para Bill Beaman. Fuqua e Butler mais tarde deixaram a produção para trabalhar em Olympus Has Fallen, e o filme permaneceu em um inferno de desenvolvimento, já que diretores como McG e Steven Quale deixaram o filme de lado. Gerard Butler eventualmente retornou ao filme, já que Martin Campbell foi escolhido para dirigir. Common, Billy Bob Thornton e Willem Dafoe foram adicionados ao elenco, e Peter Craig forneceu reescritas sem créditos.
Em 12 de novembro de 2015, foi anunciado que um acordo entre os produtores do filme havia sido feito, que a Relativity, Neal H. Moritz e a Original Film de Toby Jaffe agora produziriam o filme junto com a Millennium Films, que também cofinanciaria e distribuiria. Em 3 de março de 2016, foi anunciado que Donovan Marsh dirigiria o filme e Gerard Butler e Gary Oldman estrelariam, com Neal H. Moritz e Toby Jaffe da Original Film produzindo o filme junto com Butler, Tucker Tooley da Tooley Productions, Alan Siegel e Mark Gill, John Thompson, Matt O'Toole e Les Weldon da Millennium. Em 23 de junho de 2016, Taylor John Smith foi escalado para o filme para interpretar um homem do sonar no submarino. Em 6 de julho de 2016, Gabriel Chavarria se juntou ao filme para interpretar um SEAL da Marinha a bordo do submarino dos EUA, no dia seguinte, Zane Holtz também se juntou ao filme para interpretar "Martinelli", um membro corajoso e habilidoso da unidade de elite. Em 13 de julho de 2016, Michael Trucco e Ryan McPartlin também embarcaram para interpretar um especialista em armas Devin Hall e um ex-SEAL e médico da CIA Matt Johnstone, respectivamente. Em 19 de julho de 2016, Michael Nyqvist foi adicionado ao elenco para interpretar o Capitão Sergey Andropov. Em 21 de julho de 2016, David Gyasi se juntou ao filme para interpretar o chefe do barco do submarino USS Omaha, com Toby Stephens escalado para interpretar o tenente Beaman, chefe do esquadrão de operações secretas. Em 4 de agosto de 2016, Linda Cardellini se juntou ao elenco.
As filmagens principais do filme começaram em 25 de julho de 2016, em Londres e na Bulgária.Fleming, Mike Jr. (3 de março de 2016). «'Hunter Killer' Moving Ahead; Donovan Marsh Helms Gerard Butler/Gary Oldman Thriller In London July 25th». Deadline. Consultado em 7 de março de 2016 Os cenários internos de um submarino Hunter Killer da classe Virginia foram construídos no Ealing Studios, usando plantas aprovadas pela Marinha dos EUA, com os espaços ligeiramente expandidos para permitir maior liberdade de movimento da câmera. Os conjuntos foram montados em um gimbal para simular o movimento do mar. Ealing também hospedou um cenário no Pentágono de onde militares dos EUA monitoram a ação dos submarinos. O antigo edifício Legal & General em Kingswood, Surrey, Reino Unido, também foi utilizado como parte do Pentágono.
Embora os heróis do filme sejam retratados como SEALs da Marinha dos EUA, o departamento de figurinos do filme usou uniformes disponíveis comercialmente com camuflagem A-TACS FG o que não é um padrão usado pela Marinha dos EUA.
Um cenário externo do submarino principal Hunter Killer foi construído no tanque de água externo de 806.000 galões do Pinewood Studios, enquanto cenas subaquáticas foram filmadas usando um tanque de água separado no Warner Bros. Studios, Leavesden, também nos arredores de Londres. Os interiores da base russa foram construídos como cenários nos estúdios de cinema Nu Boyana, na capital búlgara, Sófia, onde também foram juntados ao elenco, os atores búlgaros Hristo Mitzkov e Stefan Ivanov, que interpretaram os membros da tripulação do submarino "Volkov".

## Lançamento
O filme foi lançado nos Estados Unidos em 26 de outubro de 2018, pela Lionsgate através do selo Summit Premiere. Foi lançado em vários territórios, incluindo o Reino Unido, na semana anterior, em 19 de outubro de 2018.
Na Ucrânia, a estreia do filme estava prevista para 25 de outubro, no entanto, o Ministério da Cultura da Ucrânia negou a licença de exibição com base em uma lei de 2012 sobre cinematografia que proibia "a distribuição e exibição de filmes cujo objetivo fosse popularizar os órgãos de um estado agressor e/ou órgãos de segurança do estado soviético". Segundo um representante da Agência Estatal Ucraniana de Cinema (Derzhkino), a exibição do filme seria ilegal porque contém uma "imagem positiva do presidente russo e do almirante do exército russo". As relações ucraniano-russas deterioraram-se desde a anexação da Crimeia pela Rússia em 2014.
Na Rússia, o filme teve estreia prevista para 1º de novembro, mas não conseguiu obter uma licença de exibição do Ministério da Cultura.  O ministério afirmou que a cópia do filme submetida pelo distribuidor para análise era de má qualidade e que a substituição foi submetida muito tarde para que o ministério a pudesse analisar a tempo.
Hunter Killer foi lançado digitalmente em 15 de janeiro de 2019 e em Ultra HD Blu-ray, Blu-ray e DVD em 29 de janeiro de 2019, pela Lionsgate Home Entertainment.

## Recepção
Hunter Killer arrecadou US$ 15,8 milhões nos Estados Unidos e Canadá, e US$ 15,9 milhões em outros territórios, para um total mundial de US$ 31,7 milhões.
Nos Estados Unidos e Canadá, Hunter Killer foi lançado junto com Indivisible e Johnny English Strikes Again, e foi projetado para arrecadar de US$ 5 a 9 milhões em 2.720 cinemas em seu fim de semana de estreia. O filme arrecadou US$ 2,6 milhões em seu primeiro dia, incluindo US$ 420.000 nas prévias de quinta-feira à noite. Estreou arrecadando US$ 6,7 milhões, terminando em quinto lugar nas bilheterias e marcando a pior estreia de Butler desde Playing for Keeps (US$ 5,8 milhões) em 2012. O filme arrecadou US$ 3,5 milhões em seu segundo fim de semana, caindo para o nono lugar.
No Rotten Tomatoes, o filme tem uma taxa de aprovação de 38% com base em 115 avaliações, com uma pontuação média de 4.7/10 . O consenso crítico do site diz: "Muito parecido com o submarino em sua história, Hunter Killer navega pelas profundezas da ação obscura, seguindo um curso superficial em território que já foi mapeado muitas vezes antes." No Metacritic, o filme tem uma pontuação média ponderada de 43 em 100, com base em 28 críticos, indicando avaliações "mistas ou médias". O público pesquisado pelo CinemaScore deu ao filme uma nota média de "A−" em uma escala de A+ a F, enquanto o PostTrak relatou que os espectadores deram a ele 4 de 5 estrelas.

Bilge Ebiri do Vulture.com escreveu:
Hunter Killer não ganhará nenhum prêmio por originalidade, mas pode ganhar alguns pela ousadia com que acumula clichês sobre clichês. Basicamente, é Crimson Tide encontra Lone Survivor encontra Under Siege encontra uma variação russa de Olympus Has Fallen, com um pouco de Geostorm . Pelo menos três desses filmes são muito bons, então a matemática geral funciona a favor do filme.
Norman Wilner, do Now de Toronto, acusou Marsh de copiar A Caçada ao Outubro Vermelho, de John McTiernan, e declarou que "A agitação constante e o profundo respeito por todas as coisas militares vêm diretamente do manual de Clancy, mas não há nenhuma figura de Jack Ryan para humanizar tudo isso."